# Klement V.
Klement V., rođen kao Bertrand de Got, papa od 5. lipnja 1305. do 20. travnja 1314. godine. Prvi od "avignonskih papa", glavni pouzdanik
francuskog kralja Filipa Lijepog. Godine 1309. prenio papinsku stolicu u Avignon. Sazvao koncil
u Vienneu (1311-12) na kojemu je ukinut templarski red u korist kralja. Zajedno je Pavlom Šubićem
pomogao Anžuvincima da stupe na hrvatsko-ugarsko prijestolje.

### Uništenje templarskog reda
Templari su se nakon križarskih ratova nastanili u Francuskoj. Njihova bogata imanja i povlastice, koji su nekoć služili za pokretanje križarskih vojni, a sada se nisu mogla upotrijebiti u tu svrhu, bili su kralju Filipu trn u oku. On od 1307. godine počinje protiv templara kovati spletke i osvete, optuživši ih za krivovjerje i blud. Na kraju je 13. listopada 1307. daje zatvoriti oko 2000 templara u Francuskoj dok je njihova dobra zapljenio. Užasnim mukama natjerali su ih da daju priznanje, lažno su ih optuživali samo da bi tim vitezovima-redovnicima mogli suditi. 

Slabi Klement V. nije učinio ništa kako bi spasio red. Ispočetka se još nekako i kolebao, ali potom je konačno stao na stranu kralja te ih je i sam osumljičio zbog krivovjerja. 22. ožujka 1312. protiv volje većine na Saboru u Vienni ukida templarski red nakon čega je mirno promatrao kako Filip Lijepi i knezovi otimaju imanja reda koja su prema zakonu bila u vlasništvu ivanovaca.